# 重铬酸钠
重铬酸钠是一种无机化合物，俗称红矾钠，化学式为Na2Cr2O7，橘红色晶体，常以二水合物的形式（Na2Cr2O7·2H2O）使用。其化学性质与重铬酸钾类似，在水中的溶解度约是后者的20倍（49 g/L、0 °C），相对分子质量更小，然而其应用却不及重铬酸钾广泛。

## 有机化学应用
重铬酸钠可将苄基和烯丙基化合物氧化为相应的羰基化合物，如与2,4,6-三硝基甲苯反应生成羧酸，与2,3-二甲基萘反应生成2,3-萘二甲酸（熔点239–241 °C）。
重鉻酸鈉亦是一種氧化劑，可以將一級醇、二級醇、醛等有機物氧化。

## 安全
重铬酸钠中的铬为六价，有害且有致癌性。
无水重铬酸钠有剧毒。